# 本登 (密歇根州)
本登（英語：Bendon）是位於美國密歇根州本西縣的一個普查規定居民點。

## 人口
根據2020年美國人口普查的數據，本登的面積為5.19平方千米，當中陸地面積為5.19平方千米，而水域面積為0.00平方千米。當地共有人口210人，而人口密度為每平方千米40.46人。